# Kunskapens hus, Jokkmokk
Kunskapens hus är en fastighet med utbildningslokaler i Jokkmokk.
Kunskapens hus invigdes 1996. Det innehåller lokaler för eftergymnasial och vuxenutbildning. Kunskapens hus ägs av Jokkmokks kommun och utbildningar där drivs av kommunen och av Lapplands kommunalförbunds Lapplands Lärcentra, med utbildning bland annat på yrkeshögskolenivå.